# Novoljalinskij rajon
Il Novoljalinskij rajon (in russo Новолялинский район?) è un distretto nell'oblast' di Sverdlovsk, in Russia. Il centro amministrativo è la città di Novaja Ljalja. Dal punto di vista della struttura amministrativo-territoriale della regione, il rajon si trova entro i confini del distretto urbano Novoljalinskij (Новолялинский городской округ, Novoljalinskij gorodskij okrug). 
Il territorio è attraversato dal fiume Ljalja (bacino dell'Irtyš). che, nella parte orientale della regione, riceve Il suo maggior affluente, la Lobva.